# 豪斯冰原島峰
74°56′S 72°57′W / 74.933°S 72.950°W
豪斯冰原島峰（英語：House Nunatak），是南極洲的冰原島峰，位於帕爾默地，屬於格羅森巴赫冰原島峰的一部分，以美國地質調查局的製圖師命名，現時由南極條約體系管理。